# الکساندر بارابانوف
الکساندر بارابانوف (روسی: Александр Дмитриевич Барабанов؛ زادهٔ ۱۷ ژوئن ۱۹۹۴) بازیکن هاکی روی یخ اهل روسیه است.
وی همچنین برندهٔ جوایزی همچون نشان دوستی شده‌است.